# Гульстранд (місячний кратер)
Кра́тер Гульстранд (лат. Gullstrand) — великий метеоритний кратер у північній півкулі зворотного боку Місяця. Назву присвоєно на честь шведського офтальмолога Альвара Гульстранда (1862—1930) й затверджено Міжнародним астрономічним союзом у 1970 році. Утворення кратера відбулося у ранньоімбрийському періоді.

## Опис кратера

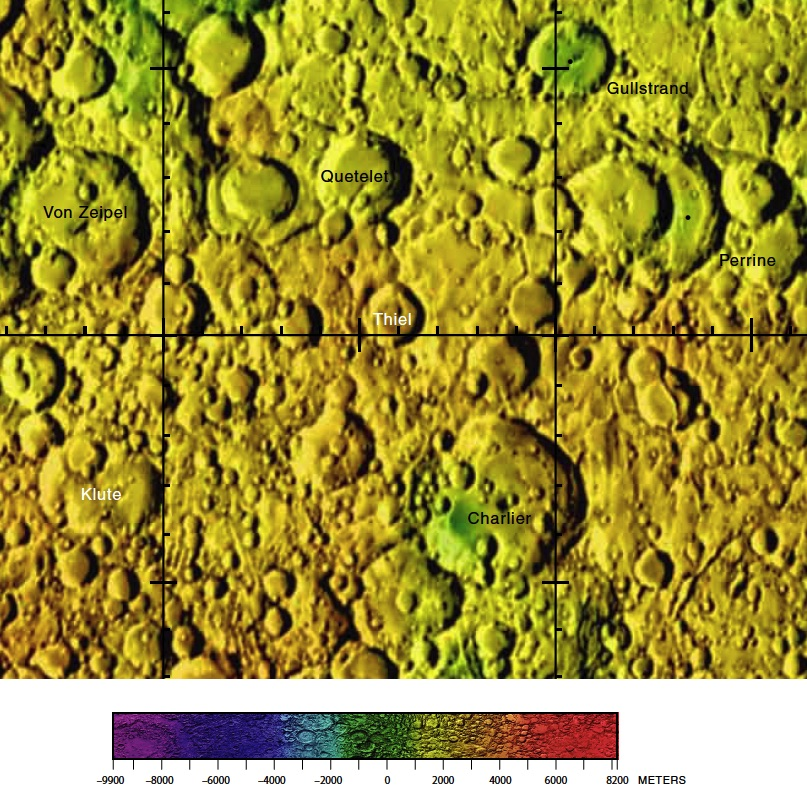
Околиці кратера Гульстранд. Фрагмент мапи зворотного боку Місяця.

Найближчими сусідами кратера є кратер Шлезінгер на північному заході, кратер Крамерс на півночі, кратери Вебер і Сартон на північному сході, кратери Вуд і Ландау на сході південному сході, кратер Перрайн на південному сході, кратери Кетле і Тіль на південному заході. Селенографічні координати центра кратера 44°57′ пн. ш. 129°40′ зх. д. / 44.95° пн. ш. 129.67° зх. д., діаметр 45,1 км, глибина 2,24 км.
Кратер має полігональну форму, його вал помірно зруйнований. Південно-західна частина валу перекрита трьома невеликими кратерами. До східної частини валу прилягає кратер подовженої форми. Висота валу над навколишнью місцевістю сягає 1060 м, об'єм кратера становить приблизно 1400 км³. Дно чаші кратера є відносно рівним, без примітних структур, у центрі чаші розташований хребет з піднесенням на 990 м.

## Сателітні кратери

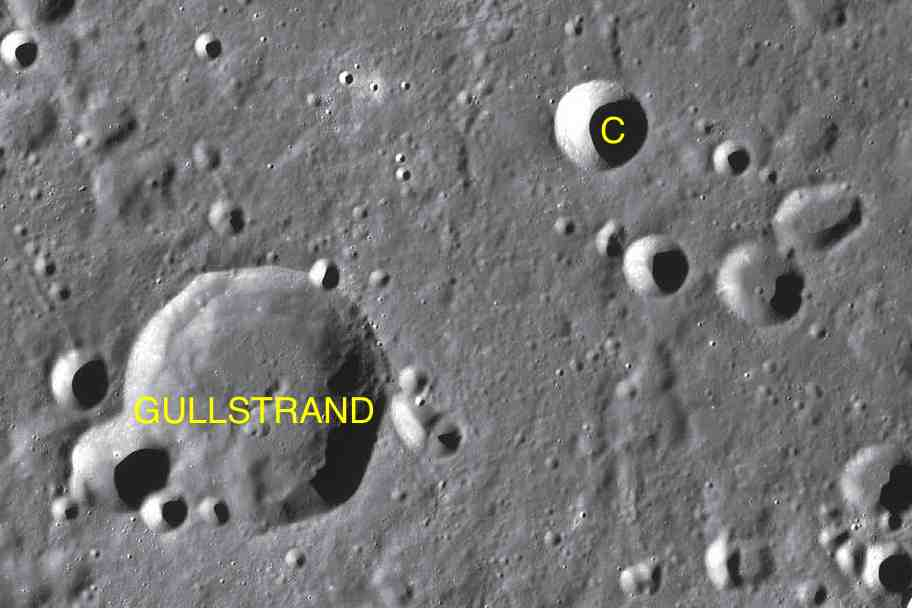
Фрагмент мапи LAC-35.

| Гульстранд | Координати                                                 | Діаметр, км |
| ---------- | ---------------------------------------------------------- | ----------- |
| C          | 46°34′ пн. ш. 127°06′ зх. д. / 46.57° пн. ш. 127.1° зх. д. | 15,6        |